# Guaraci (Paraná)
Guaraci est une municipalité brésilienne située dans l'État du Paraná.